# Сингэн Ясида
Сингэн Ясида (англ. Shingen Yashida) — персонаж американских комиксов издательства Marvel Comics, созданный сценаристом Крисом Клэрмонтом и художником Фрэнк Миллер и впервые появившийся в комиксе Wolverine #1 (Июнь 1982). 
Он является главой клана Ясида, тесно связанного с Якудза, отцом Марико Ясиды и Кенуитиё Харады, а также врагом супергероя-мутанта Росомахи. Сингэн заставил свою дочь Марико выйти замуж за другого криминального босса, который избил её до полусмерти. Когда Росомаха узнал об этом, он бросил вызов Сингэну. Последний отравил Росомаху, на время ослабив его, чтобы унизить мутанта в поединке перед Марико, так как считал Логана неподходящей пассией для своей дочери. Столкнувшись с Сингэном во второй раз, Росомаха убил его в жестоком поединке, после чего клан Ясида возглавила Марико.
С момента его первого появления в комиксах персонаж появился в различных медиа-адаптациях, включая мультсериалы и кино. В фильме «Росомаха: Бессмертный» (2013), выходившем в рамках одноимённой кинофраншизы от студии 20th Century Fox, роль Сингэна Ясиды исполнил японский актёр Хироюки Санада.

## Вне комиксов

### Телевидение
Хидэкацу Сибата озвучил лорда Сингэна в «Marvel Anime: Росомаха» (2011). Он представлен как лидер синдиката Кузурю, который добивается помолвки Марико с Хидэки Курохаге из Мадрипура. Когда Росомаха пытается помешать браку, Сингэн надевает специальные доспехи для сражения с ним, однако погибает в бою с Росомахой и Юкио.

### Кино
Хироюки Санада исполнил роль Сингэна Ясиды в фильме «Росомаха: Бессмертный» (2013). Он является сыном Итиро Ясиды, отцом Марико и сводным братом Юкио. После того, как технологическая империя Ясида перешла во владение Марико, несмотря на попытки Сингэна убедить отца передать власть ему, Сингэн вступает в сговор с министром юстиции Японии Нобуро Мори и Якудза, чтобы убить Марико. Впоследствии Сингэн надевает традиционные самурайские доспехи клана Ясида и нападает на Юкио, но погибает в сражении с Логаном.